# Гражданство Катара
Гражданство Катара основывается исключительно на jus sanguinis. Так как Катар является членом ССГАПЗ, граждане других государств, входящих в организацию, могут пребывать в Катаре неограниченное время и наоборот.

## Приобретение гражданства

### По рождению
Дети, родившиеся в Катаре от неизвестных родителей, не являются гражданами Катара по рождению.

### По происхождению
Дети, родившиеся от отца — гражданина Катара, являются гражданами Катара вне зависимости от места рождения.

### Путем натурализации
Иностранцы могут получить гражданство Катара, при выполнении следующих условий:
- На законных основаниях проживать в Катаре на протяжении не менее 25 лет, с перерывами не более чем на 6 месяцев
- Не иметь судимостей
- Иметь законный источник средств к существованию
- Свободно владеть арабским языком

Несмотря на то, что законодательство Катара признаёт за иностранцами право на получение гражданства, Катар крайне редко выдаёт им гражданство, даже если их мать — гражданка Катара.
Ранее процесс получения гражданства Катара для граждан некоторых арабских стран был проще.

## Утрата гражданства Катара
Граждане Катара могут утратить катарское гражданство в следующих случаях:
- При поступлении на военную службу в другом государстве.
- При работе в правительстве страны, которая ведёт войну с Катаром.
- При получении иностранного гражданства.

Так же разрешён добровольный отказ от гражданства Катара.

## Двойное гражданство
Катар не признаёт двойное гражданство. Обладание иностранным гражданством может привести к утрате гражданства Катара.